# Teis Volstrup
Teis Volstrup (født 20. maj 1988 på Hjørring Sygehus) er en dansk politiker, folketingskandidat fra Socialistisk Folkeparti og tidligere formand for Danske Skoleelever (DSE).

## Baggrund og politisk engagement
Teis Volstrup er opvokset på en gård nær Frederikshavn, og er student fra Frederikshavn Gymnasium og HF i 2008 (hvor han også i en periode var formand for elevrådet).
Teis Volstrup studerer statskundskab (bachelor 2012) på Københavns Universitet og arbejdede i 5 fem år tillige som studievejleder sammesteds, men siden februar 2016 har han bestridt en stilling som  juniorkonsulent hos GRACE PA.
Volstrup blev medlem af SF og SFU i 2007 og har været medlem af SFUs landsledelse siden 2014. Første gang han var opstillet for SF var til folketingsvalget i 2011. I april 2016 blev han valgt ind i SFs landsledelse.
I sin skoletid kom Teis med i det elevpolitiske arbejde på landsplan, først som hovedbestyrelsesmedlem i Folkeskoleelevernes Landsorganisation (FLO) fra 2002 til 2004, hvorved han også kom til at sidde i bestyrelsen for Dansk Center for Undervisningsmiljø fra 2003 til 2005, og fra 2003 til 2004 var han en aktiv medspiller i skabelsen af Danske Skoleelever (DSE), der blev til som en sammenslutning og senere en sammenlægning af elevorganisationerne FLO og DEO. På DSEs 1. generalforsamling i april 2004 blev Teis Volstrup valgt som den nye forenings formand, en post han bestred til april året efter.

## Folketingsvalget 2011
Første gang han var opstillet til valg for SF var ved valget til Folketinget d. 15. september 2011, hvor han var opstillet i Frederikshavnkredsen i Nordjyllands Storkreds – kredsen dækker over Frederikshavn, Skagen, Sæby og Læsø.
Teis Volstrup opnåede ved valget en placering som 3. stedfortræder til Folketinget for SF i Nordjyllands Storkreds.

## Valget til Europaparlamentet 2014
Ved valget til Europaparlamentet i 2014 var Teis Volstrup opstillet som SFUs spidkandidat med en placering som nummer 5 på SFs kandidatliste. Med 5586 personlige stemmer sprængte Volstrup listen og endte med en placering som partiets 1. suppleant til Europaparlamentet.
Teis Volstrup gjorde sig også bemærket i valgkampen ved, som én af de to første kandidater, at gøre brug af det sociale medie Snapchat.

## Folketingsvalget 2015
Siden folketingsvalget i 2011 har Teis Volstrup skiftet valgkredse, og stiller nu op i Hillerødkredsen (hvor tidligere SFs formand Pia Olsen Dyhr var opstillet) og i Rudersdalkredsen ,  og fører dermed valgkamp for SF i Nordsjællands Storkreds om en plads i Folketinget. Ved valget d. 18. juni 2015 opnåede han en placering som første stedfortræder til Folketinget for SF i Nordsjællands Storkreds.

### Mærkesager
Som kandidat til folketingsvalget 2015 udvalgte Teis Volstrup tre politikområder som særlige mærkesager:
- Forsvar for danske løn- og arbejdsvilkår
- Forbud mod udvinding af skifergas i hele EU
- Gør folkeskolen bedre

## Folketingskandidat 2016 og frem
Fra oktober 2016 ændrede SF i deres opstilling i  Nordsjællands Storkreds, således at Teis Volstrup nu alene repræsenterer Hillerødkredsen, mens Rudersdalkredsen blev tildelt en anden kandidat.

## Private interesser
En af Teis Volstrups store private interesser er dans, og han har således også tilbudt undervisning i dans via aftenskolen.